# Lothar Mahling

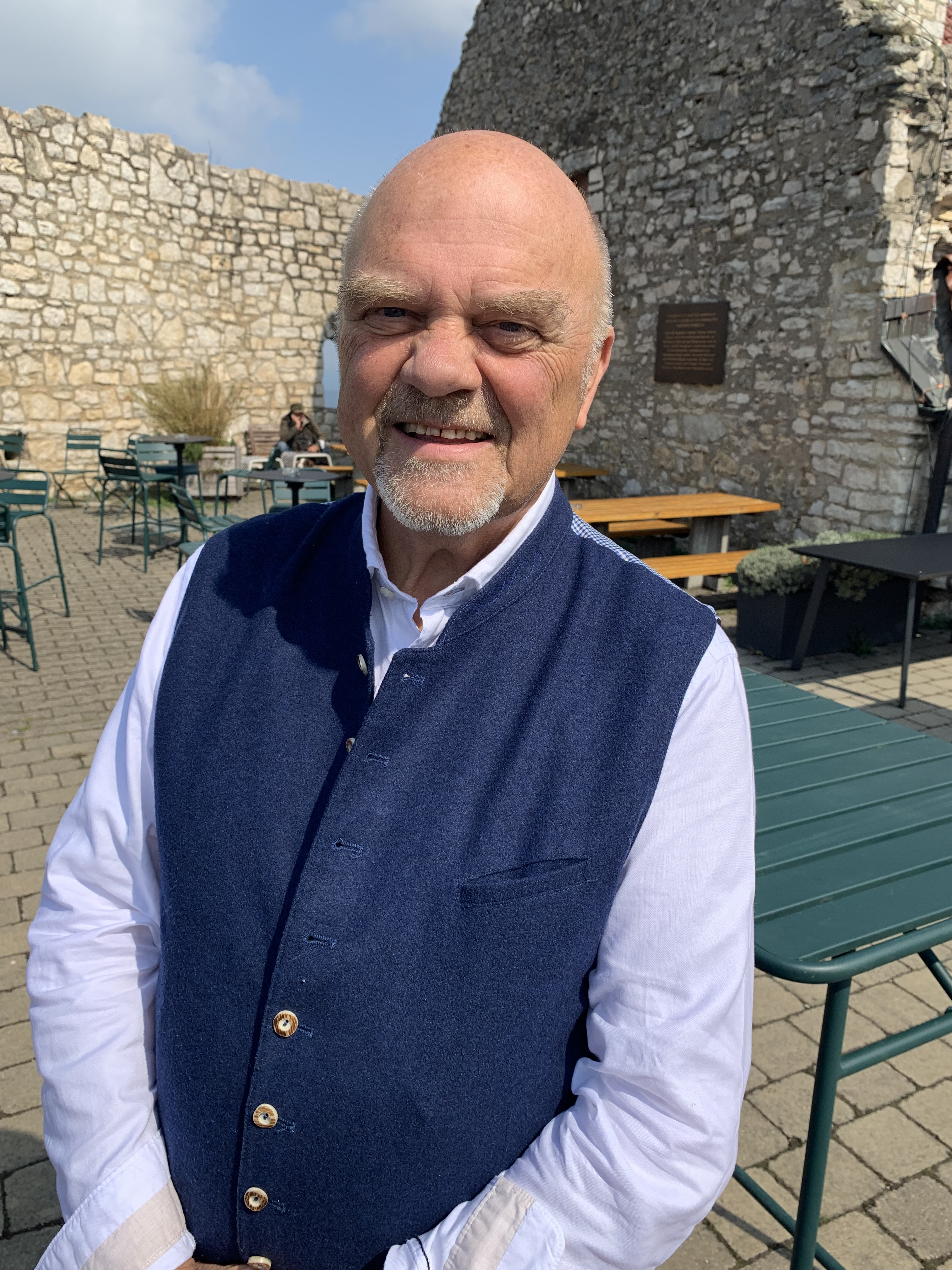
Lothar Mahling

Lothar Mahling (* 14. Juni 1952 in Schlieben) ist ein deutscher Journalist und Medienberater.

## Leben
Mahling floh als Kleinkind mit seiner Mutter aus Sachsen-Anhalt nach Baden-Württemberg. Er besuchte die Grundschule in Reichenbach an der Fils und die Gymnasien in Esslingen und Geislingen/Steige, wo er 1971 das Abitur ablegte. Nach einem Volontariat bei der Geislinger Zeitung und der Südwest Presse in Ulm, arbeitete er 1973 zunächst als Redakteur bei der Geislinger Zeitung. 1974 wurde er Pressesprecher der FDP Baden-Württemberg und 1977 Presseattaché der Liberalen und Demokratischen Fraktion im Europaparlament in Brüssel, Luxemburg und Straßburg. Von 1985 bis 1989 war er unter dem FDP-Vorsitzenden Martin Bangemann Sprecher der Bundespartei FDP in Bonn und zugleich verantwortlicher Redakteur der freien demokratischen korrespondenz.
Seit 1989 arbeitete er als freier Journalist und Medienberater in Aichwald. Er war von 1989 bis 2000 Chefredakteur der Zeitschrift Unternehmen und Gesellschaft, von 1989 bis 1999 des EUmagazins. Er war Gründungsmitglied und von 1986 bis 2004 Mitglied des Programmausschusses von RTL Television in Köln.
Als Medienberater war Mahling für die FDP-Bundestagsfraktion, die FDP-Bundespartei, die Friedrich-Naumann-Stiftung und die EU-Kommission tätig. Von 2000 bis 2012 war er unter Präsident Randolf Rodenstock Mitglied der Verbände-Hauptgeschäftsführung in München und Leiter Strategische Kommunikation und Politischer Dialog der Vereinigung der Bayerischen Wirtschaft sowie des Verbandes der Bayerischen Metall- und Elektro-Industrie.
Lothar Mahling ist seit 1985 verheiratet. Das Ehepaar hat einen Sohn.

## Sportpolitik
Lothar Mahling beschäftigte sich journalistisch mit Sportpolitik im Rahmen eines 1993 angedachten EU-CUPs der besten 16 Clubmannschaften aus den damals zwölf EU-Staaten. Er verfasste Beiträge im Kicker-Sportmagazin über das sogenannte „Bosman-Urteil“ des Europäischen Gerichtshofes (EuGH) vom 15. Dezember 1995.
Seit 1965 ist er in seinem Heimatverein VfB Reichenbach an der Fils und anderen Sportvereinen in verschiedenen Ehrenamtsfunktionen engagiert und setzt sich für die Belange von Amateurvereinen ein, zuletzt im Bezirk Neckar/Fils des Württembergischen Fußballverbandes (wfv) mit einem Antrag, der von der Deutschen Fußball Liga (DFL) und ihren 36 Lizenzfußballvereinen eine freiwillige solidarische Finanzunterstützung für die rund 25.000 Amateurvereine im Bereich des Deutschen Fußball-Bundes (DFB) in Höhe von zehn Prozent der jährlichen DFL-Einnahmen aus der Vermarktung der Medienrechte erbittet („Profi-Soli“).

## Herausgeberschaften
- Uli Irmer: Am Fuß der chinesischen Mauer. Zeitgeschehen in Glossen, Erinnerungen und Spottversen. Academia, Sankt Augustin 2017.
- Stephan Götzl: Ergötzliches. Verbände sind Gestalter und Dienstleister. Berliner Wissenschaftsverlag, Berlin 2005.